# Radvanov (Josefov)
Radvanov (németül: Robesgrün) Jozefov településrésze Csehországban a Karlovy Vary-i kerület Sokolovi járásában. Központi községétől 1 km-re délnyugatra fekszik. A 2001-es népszámlálási adatok szerint 17 lakóháza és 26 lakosa van.